# Camarilla de las comunicaciones
La Camarilla de las comunicaciones fue una agrupación de destacados funcionarios del Ministerio de Comunicaciones chino (fundado en 1906) que tuvo un papel eminente en la historia del país durante la era de los caudillos militares en los primeros años de la república.

## Origen

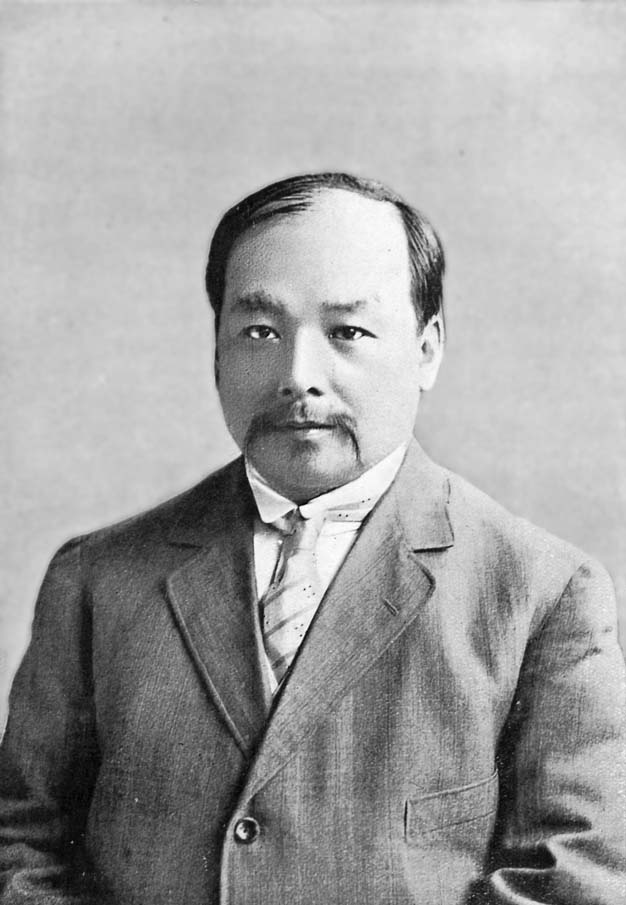
Liang Shiyi, principal figura de la camarilla.

La camarilla surgió en torno a Liang Shiyi —cantonés y director de la oficina de ferrocarriles entre 1906 y 1911, el puesto principal del Ministerio de Comunicaciones— y agrupó a diversas personalidades con intereses en los ferrocarriles, los servicios de correos, telégrafos y teléfonos, el comercio marítimo y las finanzas —a través del Banco de Comunicaciones, fundado en 1907—. El Ministerio de Comunicaciones, fundado en 1906 y del que la camarilla recibió su nombre, era una importante fuente de ingresos para aquel que lo controlase; aunque los caudillos militares de principios de la era republicana a menudo se incautaron de parte de sus beneficios, otra parte estaba protegida por las potencias. La mayoría del personal, especializado, se reclutó durante los últimos años del imperio y permaneció en el ministerio por la dificultad de sustituirlo, a pesar de que el cargo de ministro no siempre estuvo en manos de la camarilla de las comunicaciones. El control del Banco de Comunicaciones, en la práctica banco gubernamental a pesar de que sus inversores eran privados, le otorgaba a la camarilla una influencia sin par en las finanzas nacionales. En 1914, el banco recibió permiso para emitir moneda y pasó a controlar las finanzas públicas junto al Banco de China. El dominio del banco permaneció en manos de Liang y de su camarilla mediante el control de las acciones públicas y de parte de las privadas. Liang fundó asimismo varias decenas de bancos privados y algunos de ellos se contaban entre los más importantes del país.
Protegida por Yuan Shikai, la camarilla tuvo una considerable influencia política durante los primeros años de la república. Sus figuras principales respaldaron el fallido intento de Yuan de proclamarse emperador. La muerte de Yuan en 1916, sin embargo, le supuso un serio revés. No obstante, recuperó cierto favor por apoyar a los nuevos caudillos militares en la supresión del intento de restauración Qing en 1917.

## La época de los caudillos militares
Muerto Yuan, la camarilla comenzó a acercarse a la camarilla de Anfu presidida por Duan Qirui. Mantenía una delegación parlamentaria —primero oficial y más tarde oficiosa, cuando Duan solicitó su disolución para no debilitar la suya propia— de entre cincuenta y ochenta diputados, aliados a los de la camarilla de Anfu. Junto con esta, apoyó el nombramiento de Xu Shichang como presidente de la república en el otoño de 1918. A cambio de sus votos, Duan aseguró a Liang el puesto de presidente del Senado, que había asumido a finales del verano. A pesar de sus acuerdos con Duan, se mostró favorable a las negociaciones de paz con las provincias meridionales, que este rechazaba. Poco después, la camarilla se ausentó de las elecciones a vicepresidente para evitar que el puesto quedase en manos de Cao Kun, las distintas facciones de la camarilla de Beiyang se reconciliasen y continuasen la campaña militar contra el sur. Liang prefería las negociaciones al uso de la fuerza y deseaba utilizar el cargo como incentivo en las conversaciones.
Tras la derrota de la camarilla de Duan en 1920, se alió con la de Fengtian de Zhang Zuolin. El poderío militar y político de Zhang complementaba el financiero y administrativo de la camarilla. Esta había adquirido especial relevancia a partir de 1919 por su gran influencia en los círculos bancarios tanto públicos como privados y por la creciente insolvencia de los sucesivos Gobiernos. Durante los dos años siguientes a la derrota de Anfu en 1920, la camarilla se aseguró de mantener la solvencia gubernamental a cambio de controlar los ministerios de Comunicaciones y Finanzas.